# 武信軍節度使

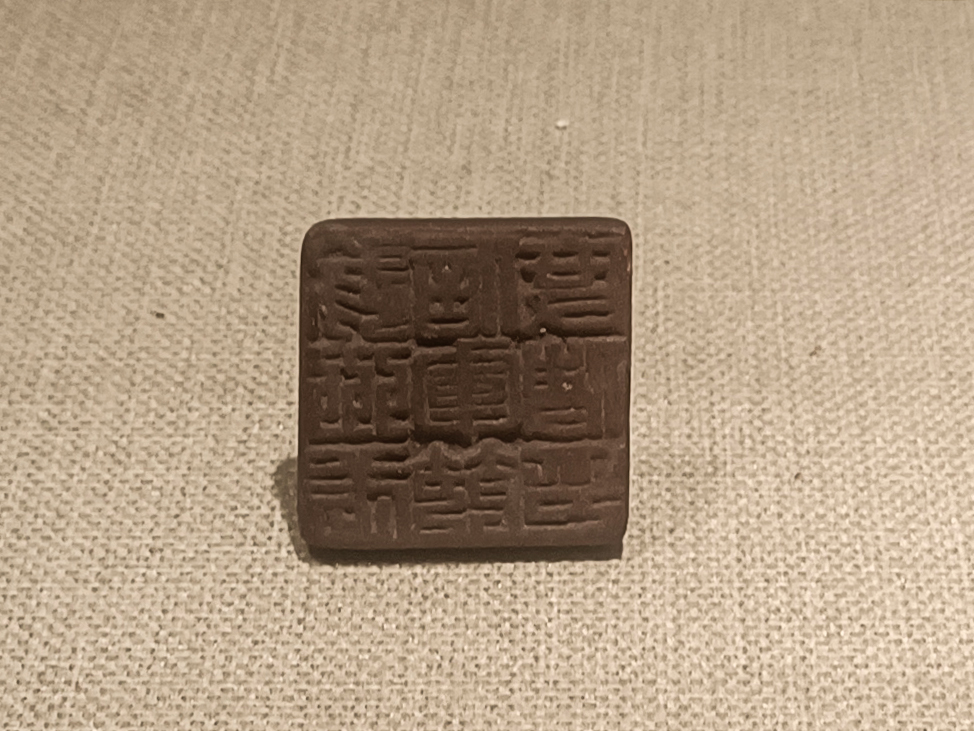
唐“遂州武信军节度使”印章（成都永陵博物馆展出的复制品，原件藏重庆中国三峡博物馆）

武信軍節度使，唐朝、五代十国前蜀、后唐、后蜀的节度使，治所在遂州（今四川省遂宁市）。
唐朝光化二年（899年）以东川节度使的遂州、泸州（今四川省泸州市）、渝州（今重庆市）、合州（今重庆市合川区）、昌州（今重庆市大足区）设置武信军节度使，治遂州。前蜀建立后以王宗瑶为武信军节度使。后唐灭前蜀，沿置武信军节度使。以利州节度使的果州（今四川省南充市北）、徵州（今四川省南充市西南）改属武信军节度使。天成二年（927年）果州、征州还属利州节度使。后蜀建立后，沿置武信軍節度使。宋朝遂州的军号依然为武信軍。

## 历任节度使
- 王宗侃（908年）
- 王宗播（911年—912年）
- 刘知俊（916年—917年）
- 王宗寿（919年—925年）
- 朱令德（925年—926年）
- 李绍文（926年—927年）
- 李景周（927年）
- 夏鲁奇（927-931年）
- 李仁罕（933年—934年）
- 张业（935年—938年）
- 王处回（938年—941年）
- 崔銮（941年）
- 孙汉韶（954年—955年）
- 李廷珪（955年）
- 孟贻业（958年）
- 李昊（959年—960年）